# Тамбовське
Тамбовське (рос. Тамбовское) — селище Багратіоновського району, Калінінградської області Росії. Входить до складу Гвардійського сільського поселення.
Населення — 135 осіб (2015 рік).